# 德布拉·凯恩
德布拉·凯恩（英語：Debra Cain，1956年7月16日—），澳大利亚女子游泳运动员。她曾代表澳大利亚参加1970年和1974年英联邦运动会游泳比赛，获得一枚金牌、三枚银牌和一枚铜牌。她也曾参加1972年夏季奥运会。